# Juan Pablo Vojvoda
Juan Pablo Vojvoda Rizzo (General Baldissera, Córdoba, Argentina, 13 de enero de 1975) es un exfutbolista y entrenador argentino de fútbol. Actualmente está sin club.

## Trayectoria

### Como futbolista
Vojvoda se unió al equipo juvenil de Newell's Old Boys a la edad de 14 años. Hizo su debut senior con el equipo principal en 1995, y pasó a participar regularmente en las siguientes siete temporadas sin establecerse nunca como titular habitual.
En 2002 se trasladó al extranjero, tras fichar cedido por un año por el SD Compostela de Segunda División de España. Permaneció en el país durante las siguientes seis temporadas, representando al Algeciras CF, Cultural y Deportiva Leonesa y CD Baza.
Vojvoda regresó a su país de origen el 15 de julio de 2009, uniéndose al Tiro Federal de la Primera B Nacional. Posteriormente jugó en Sportivo Belgrano  y Sarmiento de Leones, retirándose con este último en 2013 a la edad de 38 años.

### Como entrenador
Al poco tiempo de retirarse, Vojvoda se incorporó a la dirección técnica, estando a cargo de las categorías inferiores de su primer club, el Newell's. El 10 de julio de 2015 fue nombrado entrenador del filial del club. También fue técnico interino del primer equipo en dos ocasiones: en 2016 y en 2017.
El 7 de octubre de 2017 fue nombrado entrenador de Defensa y Justicia. El 28 de mayo siguiente fue nombrado al frente de Talleres de Córdoba.
En mayo de 2019 fue nombrado entrenador del Club Atlético Huracán para la temporada 2019-20. Despedido el 16 de septiembre, se hizo cargo de Unión La Calera de la Primera División de Chile el 30 de diciembre.
Vojvoda llevó a Unión La Calera a la segunda posición de la Primera División de Chile 2020, clasificando al club a la Copa Libertadores por primera vez en su historia. De igual modo, cumplió una destacada campaña en la Copa Sudamericana 2020 llegando a octavos de final, y eliminando en las primeras fases a Fluminense y Deportes Tolima.
El 18 de febrero de 2021 se fue de mutuo acuerdo del conjunto calerano y el 4 de mayo de 2021 fue nombrado entrenador del club Fortaleza de Brasil. Con el equipo de Ceará se ubicó en el cuarto y octavo lugar del torneo brasileño en 2021 y 2022 (respectivamente), además de ganar una Copa do Nordeste y tres campeonatos cearenses. De igual modo, logró una campaña histórica llegando a la final de la Copa Sudamericana 2023, donde cayó por penales contra Liga de Quito. El 14 de julio de 2025, fue despedido de su cargo después de una serie de malos resultados que ubicaron al club en puestos de descenso.

## Clubes

### Como futbolista
| Club              | País      | Año       |
| ----------------- | --------- | --------- |
| Newell's Old Boys | Argentina | 1996-2002 |
| Compostela        | España    | 2002-2003 |
| Algeciras         | España    | 2003-2005 |
| Cultural Leonesa  | España    | 2005-2006 |
| Baza              | España    | 2006-2009 |
| Tiro Federal (R)  | Argentina | 2009-2010 |
| Sportivo Belgrano | Argentina | 2010-2012 |
| Sarmiento (L)     | Argentina | 2012-2013 |

### Como entrenador
| Equipo                       | Div.                | Temporada           | Liga  | Liga | Liga | Liga | Liga |       | Copa | Copa | Copa | Copa  |    | Internacional | Internacional | Internacional | Internacional | Internacional |   | Otros | Otros | Otros | Otros |     | Totales     | Totales | Totales | Totales | Totales | Totales | Totales | Totales |
| Equipo                       | Div.                | Temporada           | Part. | G    | E    | P    | Pos. | Part. | G    | E    | P    | Part. | G  | E             | P             | Pos.          | Part.         | G             | E | P     | Part. | G     | E     | P   | Rendimiento | GF      | GC      | Dif.    |         |         |         |         |
| ---------------------------- | ------------------- | ------------------- | ----- | ---- | ---- | ---- | ---- | ----- | ---- | ---- | ---- | ----- | -- | ------------- | ------------- | ------------- | ------------- | ------------- | - | ----- | ----- | ----- | ----- | --- | ----------- | ------- | ------- | ------- | ------- | ------- | ------- | ------- |
| Newell's Old Boys Argentina  | 1.ª                 | 2016                | 2     | 1    | 0    | 1    | Int. | -     | -    | -    | -    | -     | -  | -             | -             | -             | -             | -             | - | -     | 2     | 1     | 0     | 1   | 50%         | 6       | 4       | +2      |         |         |         |         |
| Newell's Old Boys Argentina  | 1.ª                 | 2016-17             | 3     | 0    | 1    | 2    | 9.º  | -     | -    | -    | -    | -     | -  | -             | -             | -             | 4             | 0             | 3 | 1     | 7     | 0     | 4     | 3   | 11.11%      | 2       | 6       | -4      |         |         |         |         |
| Newell's Old Boys Argentina  | Total               | Total               | 5     | 1    | 1    | 3    | -    | -     | -    | -    | -    | -     | -  | -             | -             | -             | 4             | 0             | 3 | 1     | 9     | 1     | 4     | 4   | 26.67%      | 8       | 10      | -2      |         |         |         |         |
| Defensa y Justicia Argentina | 1.ª                 | 2017-18             | 22    | 12   | 3    | 7    | 9.º  | 1     | 1    | 0    | 0    | 2     | 1  | 0             | 1             | Inc.          | -             | -             | - | -     | 25    | 14    | 3     | 8   | 60%         | 38      | 25      | +13     |         |         |         |         |
| Defensa y Justicia Argentina | Total               | Total               | 22    | 12   | 3    | 7    | -    | 1     | 1    | 0    | 0    | 2     | 1  | 0             | 1             | -             | -             | -             | - | -     | 25    | 14    | 3     | 8   | 60%         | 38      | 25      | +13     |         |         |         |         |
| Talleres Argentina           | 1.ª                 | 2017-18             | -     | -    | -    | -    | -    | 2     | 1    | 0    | 1    | -     | -  | -             | -             | -             | -             | -             | - | -     | 2     | 1     | 0     | 1   | 50%         | 5       | 6       | -1      |         |         |         |         |
| Talleres Argentina           | 1.ª                 | 2018-19             | 25    | 9    | 6    | 10   | 12.º | 5     | 3    | 0    | 2    | 4     | 1  | 2             | 1             | 3ªF           | -             | -             | - | -     | 34    | 13    | 8     | 13  | 46.08%      | 40      | 30      | +10     |         |         |         |         |
| Talleres Argentina           | Total               | Total               | 25    | 9    | 6    | 10   | -    | 7     | 4    | 0    | 3    | 4     | 1  | 2             | 1             | -             | -             | -             | - | -     | 36    | 14    | 8     | 14  | 46.3%       | 45      | 36      | +9      |         |         |         |         |
| Huracán Argentina            | 1.ª                 | 2019-20             | 6     | 1    | 2    | 3    | Inc. | 1     | 0    | 1    | 0    | -     | -  | -             | -             | -             | -             | -             | - | -     | 7     | 1     | 3     | 3   | 28.58%      | 5       | 10      | -5      |         |         |         |         |
| Huracán Argentina            | Total               | Total               | 6     | 1    | 2    | 3    | -    | 1     | 0    | 1    | 0    | -     | -  | -             | -             | -             | -             | -             | - | -     | 7     | 1     | 3     | 3   | 28.58%      | 5       | 10      | -5      |         |         |         |         |
| Unión La Calera · Chile      | 1.ª                 | 2020                | 35    | 18   | 6    | 11   | 2.º  | -     | -    | -    | -    | 6     | 0  | 4             | 2             | 1/8           | -             | -             | - | -     | 41    | 18    | 10    | 13  | 52.03%      | 69      | 50      | +19     |         |         |         |         |
| Unión La Calera · Chile      | Total               | Total               | 35    | 18   | 6    | 11   | -    | -     | -    | -    | -    | 6     | 0  | 4             | 2             | -             | -             | -             | - | -     | 41    | 18    | 10    | 13  | 52.03%      | 69      | 50      | +19     |         |         |         |         |
| Fortaleza · Brasil           | 1.ª                 | 2021                | 38    | 17   | 7    | 14   | 4.º  | 13    | 8    | 3    | 2    | -     | -  | -             | -             | -             | -             | -             | - | -     | 51    | 25    | 10    | 16  | 55.56%      | 77      | 57      | +20     |         |         |         |         |
| Fortaleza · Brasil           | 1.ª                 | 2022                | 38    | 15   | 10   | 13   | 8.°  | 24    | 15   | 7    | 2    | 8     | 3  | 2             | 3             | 1/8           | -             | -             | - | -     | 70    | 33    | 19    | 18  | 56.19%      | 104     | 65      | +39     |         |         |         |         |
| Fortaleza · Brasil           | 1.ª                 | 2023                | 38    | 15   | 9    | 14   | 10.º | 23    | 16   | 2    | 5    | 17    | 10 | 4             | 3             | 2.º           | -             | -             | - | -     | 78    | 41    | 15    | 22  | 58.97%      | 129     | 77      | +52     |         |         |         |         |
| Fortaleza · Brasil           | 1.ª                 | 2024                | 38    | 19   | 11   | 8    | 4.º  | 25    | 10   | 10   | 5    | 10    | 5  | 2             | 3             | 1/4           | -             | -             | - | -     | 73    | 34    | 23    | 16  | 57.08%      | 117     | 77      | +40     |         |         |         |         |
| Fortaleza · Brasil           | 1.ª                 | 2025                | 13    | 2    | 4    | 7    | Inc. | 19    | 8    | 4    | 7    | 6     | 2  | 2             | 2             | Inc.          | -             | -             | - | -     | 38    | 12    | 10    | 16  | 40.35%      | 49      | 40      | +9      |         |         |         |         |
| Fortaleza · Brasil           | Total               | Total               | 165   | 68   | 41   | 56   | -    | 104   | 57   | 26   | 21   | 41    | 20 | 10            | 11            | -             | -             | -             | - | -     | 310   | 145   | 77    | 88  | 55.05%      | 476     | 316     | +160    |         |         |         |         |
| Total en su carrera          | Total en su carrera | Total en su carrera | 258   | 109  | 59   | 90   | -    | 113   | 62   | 27   | 24   | 53    | 22 | 16            | 15            | -             | 4             | 0             | 3 | 1     | 428   | 193   | 105   | 130 | 53.27%      | 641     | 447     | +194    |         |         |         |         |
| 1. 2. 3.                     |                     |                     |       |      |      |      |      |       |      |      |      |       |    |               |               |               |               |               |   |       |       |       |       |     |             |         |         |         |         |         |         |         |

#### Resumen por competiciones
| Competición                    | Partidos | Ganados | Empatados | Perdidos | %      | Resultado        |
| ------------------------------ | -------- | ------- | --------- | -------- | ------ | ---------------- |
| Primera División de Argentina  | 58       | 23      | 12        | 23       | 46.56% | 9.º lugar        |
| Copa Argentina                 | 5        | 3       | 1         | 1        | 66.67% | Octavos de final |
| Copa de la Superliga Argentina | 4        | 2       | 0         | 2        | 50%    | Octavos de final |
| Copa Santa Fe                  | 4        | 0       | 3         | 1        | 25%    | Semifinales      |
| Primera División de Chile      | 35       | 18      | 6         | 11       | 57.14% | Subcampeón       |
| Brasileirão                    | 165      | 68      | 41        | 56       | 49.49% | 4.º lugar        |
| Copa de Brasil                 | 24       | 11      | 8         | 5        | 56.94% | Semifinales      |
| Copa do Nordeste               | 41       | 21      | 7         | 13       | 56.91% | Campeón          |
| Campeonato Cearense            | 39       | 25      | 11        | 3        | 73.5%  | Campeón          |
| Copa Libertadores              | 22       | 7       | 7         | 8        | 42.43% | Octavos de final |
| Copa Sudamericana              | 31       | 15      | 9         | 7        | 58.07% | Subcampeón       |
| TOTAL                          | 428      | 193     | 105       | 130      | 53.27% | 5 Títulos        |

## Palmarés

### Como entrenador

#### Campeonatos regionales
| Título              | Club         | Estado/Región   | Año  |
| ------------------- | ------------ | --------------- | ---- |
| Campeonato Cearense | Fortaleza EC | Ceará           | 2021 |
| Copa do Nordeste    | Fortaleza EC | Región Nordeste | 2022 |
| Campeonato Cearense | Fortaleza EC | Ceará           | 2022 |
| Campeonato Cearense | Fortaleza EC | Ceará           | 2023 |
| Copa do Nordeste    | Fortaleza EC | Región Nordeste | 2024 |

#### Otros logros
- Subcampeón de la Copa Sudamericana 2023 con Fortaleza